# 吳棟
吳棟（1482年—？），字子材，義勇後衛籍順天府東安縣人，明朝政治人物。

## 生平
正德五年（1510年）庚午科順天鄉試第六十四名舉人，六年（1511年）中式辛未科會試第三百七十九名，三甲第一百二十七名進士。歷官宿州、绥德州知州，武宗巡幸陕西，随從太监张忠言其失误供应，且擅开所封识官柜，与御史张文明俱被械系至京，十四年七月贬信宜县典史。歷官長史，為官清慎，不畏權貴。

## 家族
曾祖吳柒；祖父吳□；父吳浩，母杜氏；繼母歐氏。具慶下。